# Volfembutel (distrito)
Volfembutel (em alemão: Wolfenbüttel) é um distrito (Kreis ou Landkreis) da Alemanha localizado no estado de Baixa Saxônia.

## Cidades e municípios
|  |

| Cidade                                         | Samtgemeinden | Samtgemeinden | Samtgemeinden |
| ---------------------------------------------- | --- | --- | --- |
| 1. Volfembutel Município (livre) 1. Cremlingen | - 1. Asse 1. Denkte 2. Hedeper 3. Kissenbrück 4. Remlingen1 5. Roklum 6. Semmenstedt 7. Wittmar - 2. Baddeckenstedt 1. Baddeckenstedt1 2. Burgdorf 3. Elbe 4. Haverlah 5. Heere 6. Sehlde | - 3. Oderwald 1. Achim 2. Börßum1 3. Cramme 4. Dorstadt 5. Flöthe 6. Heiningen 7. Ohrum - 4. Schladen 1. Gielde 2. Hornburg² 3. Schladen1 4. Werlaburgdorf | - 5. Schöppenstedt 1. Dahlum 2. Kneitlingen 3. Schöppenstedt1, 2 4. Uehrde 5. Vahlberg 6. Winnigstedt - 6. Sickte 1. Dettum 2. Erkerode 3. Evessen 4. Sickte1 5. Veltheim |
|                                                | 1sede do Samtgemeinde; ²cidade | | |